# Scream (album, Ozzy Osbourne)
Scream je desáté studiové album anglického heavy metalového zpěváka Ozzy Osbournea, vydané v červnu roku 2010.

## Seznam skladeb
| Scream | Scream                 | Scream |
| Pořadí | Název                  | Délka  |
| ------ | ---------------------- | ------ |
| 1.     | Let It Die             | 6:06   |
| 2.     | Let Me Hear You Scream | 3:25   |
| 3.     | Soul Sucker            | 4:34   |
| 4.     | Life Won’t Wait        | 5:06   |
| 5.     | Diggin’ Me Down        | 6:03   |
| 6.     | Crucify                | 3:29   |
| 7.     | Fearless               | 3:41   |
| 8.     | Time                   | 5:31   |
| 9.     | I Want It More         | 5:36   |
| 10.    | Latimer’s Mercy        | 4:27   |
| 11.    | I Love You All         | 1:02   |

## Sestava
- Ozzy Osbourne – zpěv
- Gus G. – kytara
- Rob „Blasko“ Nicholson – baskytara
- Tommy Clufetos – bicí, perkuse (připsán, ale nehrál na albu)
- Adam Wakeman – klávesy
- Kevin Churko – producent, bicí, perkuse